# Il Messaggero Sardo
Il Messaggero Sardo è un mensile fondato a Cagliari nel 1969; dal 2010 è pubblicato anche on-line.
La pubblicazione è finanziata dalla Regione Autonoma della Sardegna, in base all'articolo 18 della legge regionale 15 gennaio 1991, n.7), ed è atto a favorire i
collegamenti culturali e formativi fra l'Isola e i suoi conterranei nel mondo.
Il periodico favorisce gli scambi con i circoli degli emigrati e gli enti locali della Sardegna. Gli argomenti trattati sono quelli relativi all'emigrazione, storia, attualità, società, economia, lavoro, politica, cultura e sport. 
Attualmente il giornale viene distribuito in più di 74 paesi nel mondo ed è stampato in 75 000 copie.

## Storia
Il periodico fu fondato nel 1969, per iniziativa dell’allora assessore regionale al Lavoro Angelo Giagu De Martino, fu diretto da Lucio Artizzu e in seguito da Enrico Clemente. Fra i collaboratori ci sono stati Gianni Massa, Giorgio Melis e Romano Azuni.